# واريورز أوروشي 3
واريورز أوروشي 3 (بالإنجليزية: Warriors Orochi 3)‏ ، وتسمى في النسخة اليابانية موسو أوروشي 2 (باليابانية: 無双OROCHI 2) ، هي لعبة فيديو إلكترونية يابانية ، أنتجت سنة 2011م ، وهي من نوع ذبح وتقطيع وطوره ستوديو أوميغا فورس ونشرها شركة تيكمو كوي اليابانية ، وتعمل لأنظمة التشغيل كل من بلاي ستيشن 3 وبلاي ستيشن 4 وإكس بوكس ون وبلاي ستيشن فيتا وإكس بوكس 360.